# П'єтро Амато
П'єтро Амато (італ. Pietro Amato) — канадський джазовий і рок-музикант — валторніст італійського походження з міста Монреаля.
П'єтро Амато — один з нечисленних виконавців на валторні, що виконує музику таких неакадемічних напрямків як джаз, джаз-ф'южн, арт-рок і навіть інді-рок. Він постійний учасник музичних колективів Torngat, Bell Orchestre, The Luyas, періодично також Arcade Fire. Ці колективи постійно гастролюють у різних містах Канади, США й Європи.
У 2006 році його ансамбль Bell Orchestre виступав на престижному джазовому фестивалі в Монреалі. У 2007 році П'єтро Амато в складі цього ансамблю був номінований на премію Канадської академії звукозапису «Juno Award» за свій дебютний альбом «Recording a Tape in the Colour of the Light».